# بلفاروشالازیس
بلفاروشالازیس (به انگلیسی: Blepharochalasis) یک بیماری نادر است که به صورت خیز پلکها تظاهر می‌کند. این بیماری اصولاً پلک بالا را درگیر می‌سازد و می‌تواند یکطرفه یا دوطرفه باشد
التهاب مزمن و متعدد پلک نهایتاً منجر به آتروفی و کشیدگی پلک می‌شود . درمان علامتی است و در صورت ایجاد اسکار، به جراحی نیاز است.